# CD Hielo Bipolo
El Club Deportivo Hielo Bipolo es un equipo español de hockey sobre hielo, establecido en la ciudad de Vitoria, Álava. Entre los años 2012 y 2014 compitió, de la mano del club de baloncesto Saski Baskonia, en la Superliga Española, máxima categoría de este deporte a nivel estatal, erigiéndose campeón en dos ocasiones.
Fue fundado en 2012 conociéndose como Escor BAKH Vitoria por motivos de patrocinio. Sin embargo, en septiembre de 2014 el equipo senior cesa su actividad.
Actualmente (2023) compite en la liga Nacional de Hockey Hielo U18 y continua formando a sus categorías inferiores.

## Palmarés
- Liga Nacional Hockey Hielo (2): 2012-2013, 2013-2014
- Copa del Rey de Hockey Hielo (1): 2014
- Supercopa de España de Hockey Hielo (1): 2014